# Anilidă

Structura chimică generală a unei anilide

Anilidele (sau fenilamidele) reprezintă o clasă de compuși organici care sunt derivații acilați ai anilinei.

## Obținere
Anilidele pot fi obținute în urma reacției dintre anilină și cloruri de acil sau anhidride acide. De exemplu, reacția anilinei cu clorura de acetil duce la formarea acetanilidei (CH3-CO-NH-C6H5). La temperaturi ridicate, anilina poate reacționa și cu acizi carboxilici.